# SN 2000aa
SN 2000aa – supernowa odkryta 4 marca 2000 roku w galaktyce A081251-0054. W momencie odkrycia miała maksymalną jasność 20,00m.